# Władysław Korczyc

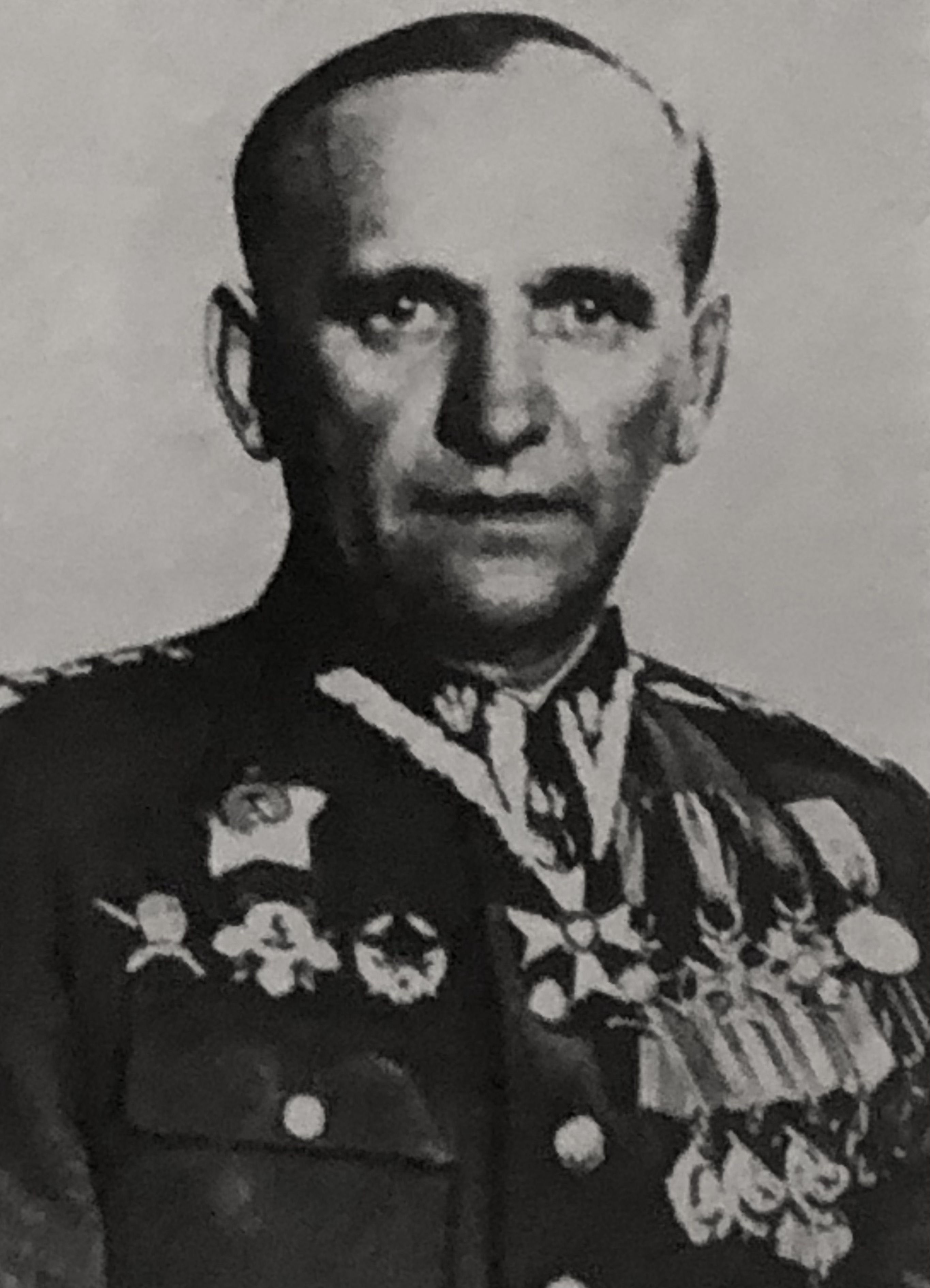
gen. broni Władysław Korczyc

Władysław Korczyc, ros. Владислав Викентиевич Корчиц (ur. 20 sierpnia?/1 września 1893 w Bogdanowiczach, zm. 17 października 1966 w Moskwie) – generał pułkownik Armii Czerwonej i generał broni Wojska Polskiego. Poseł na Sejm Polskiej Rzeczypospolitej Ludowej I kadencji. Szef Sztabu Generalnego WP od 1945 do 1954. Członek Komisji Wojskowej Biura Politycznego Komitetu Centralnego PZPR, nadzorującej Wojsko Polskie od maja 1949. Budowniczy Polski Ludowej.

## Życiorys
W 1911 ukończył gimnazjum w Słonimiu. Następnie pracował w dobrach hr. Branickich jako robotnik rolny i pisarz. Po wybuchu I wojny światowej wcielony do armii carskiej (1 sierpnia 1914). Walczył jako szeregowiec w I wojnie światowej na terenach Litwy i Białorusi, był kontuzjowany. W 1917 ukończył Moskiewską Szkołę Praporszczyków (chorążych) armii carskiej, dowodził szwadronem, a później kompanią. 
Prawdopodobnie był uczestnikiem rewolucji październikowej. W Armii Czerwonej od listopada 1917, w latach 1918–1919 pracował jako księgowy w administracji Armii Czerwonej. Według innych źródeł pracował w urzędzie ziemskim w Ostrogu, a do Armii Czerwonej wstąpił dopiero w sierpniu 1919. Brał udział w wojnie polsko-bolszewickiej oraz wojnie domowej w Rosji, m.in. w 16 Dywizji Piechoty (10.08.1919–1.10.1920) na Froncie Południowym przeciwko oddziałom gen. Denikina. W latach 1920–1921 dowódca kursu w Szkole Czerwonych Komunardów, później dowódca tej szkoły oraz komendant 15 Kijowskiego Kursu Dowódców (1921–1922). Po ukończeniu kursu „Wystrieł” (1922–1923) zastępca dowódcy 49 pułku piechoty i komendant Szkoły Oficerskiej w 17 Dywizji Piechoty (1923–1925), starszy pomocnik szefa Wydziału Operacyjnego Sztabu 3 Korpusu Piechoty (1925–1926), dowódca 49 pp (1926–1931), szef sztabu 19 Dywizji Piechoty (1931–1936), szef sztabu 14 Korpusu Piechoty (1936–1938). Ukończył Akademię Wojskową im. Michaiła Frunzego. W 1935 w związku z nadaniem dowódcom Armii Czerwonej indywidualnych stopni wojskowych zweryfikowany w stopniu kombriga.
Więziony i torturowany od 9 maja 1938 do 12 stycznia 1940 w okresie wielkiej czystki. Przeżył, gdyż udawał obłąkanego, podając nazwiska z Trylogii Sienkiewicza. Od 1940 ponownie na stanowiskach w szkolnictwie wojskowym – starszy wykładowca w Akademii im. Michaiła Frunzego. 
Po wybuchu wojny niemiecko-sowieckiej powierzono mu dowodzenie 245 Dywizją Piechoty (w składzie 34 Armii), którą dowodził w przeciwuderzeniu pod Starą Russą w sierpniu 1941. Po początkowych sukcesach oddziały radzieckiej 34 Armii zostały odparte i częściowo odcięte przez niemieckie kontrataki. Korczyc wycofał swoją dywizję, dwukrotnie przebijając się z nią z okrążenia. Brak danych o służbie w okresie 18.08.1941 – 26.01.1942. Później dowódca 182 DP (do sierpnia 1942), zastępca dowódcy 34 Armii (od sierpnia do grudnia 1942), wreszcie szef sztabu 1 Armii Uderzeniowej (od grudnia 1942 do kwietnia 1944). Brał m.in. udział w nowogrodzkiej operacji zaczepnej na początku 1944. Awansowany 4 sierpnia 1942 do stopnia generała-majora Armii Czerwonej (odpowiednik generała brygady WP).
W maju 1944 został skierowany do Wojska Polskiego i w dniu 22 maja wyznaczony na stanowisko szefa sztabu 1 Armii Polskiej w ZSRR. 29 lipca 1944 został szefem sztabu 1 Armii Wojska Polskiego. 1 września 1944 Prezydium Krajowej Rady Narodowej mianowało go członkiem Naczelnego Dowództwa Wojska Polskiego, a Naczelne Dowództwo WP – szefem Sztabu Głównego Naczelnego Dowództwa Wojska Polskiego. 4 października 1944 przejął od gen. dyw. Zygmunta Berlinga dowodzenie 1 Armią Wojska Polskiego. 31 grudnia 1944 zastąpił gen. bryg. Bolesława Zarako-Zarakowskiego na stanowisku szefa Sztabu Głównego WP.
24 czerwca 1945 prowadził żołnierzy 1 Armii Wojska Polskiego podczas Parady Zwycięstwa na placu Czerwonym w Moskwie.
18 lipca 1945 został pierwszym szefem Sztabu Generalnego Wojska Polskiego. Jednocześnie od 14 grudnia 1949 był wiceministrem Obrony Narodowej. W Wojsku Polskim awansował do stopnia generała dywizji (1 października 1944) i generała broni w Korpusie Oficerów Piechoty (od 3 maja 1945). W latach 1952–1954 był słuchaczem Wyższego Kursu Akademickiego w Wyższej Akademii Wojskowej im. Klimenta Woroszyłowa w Moskwie. 8 lutego 1954 został zwolniony z zajmowanych stanowisk i powrócił do ZSRR. Początkowo był nastawiony do Wojska Polskiego sceptycznie i niezadowolony z przeniesienia do 1 AP, z czasem zaangażował się w jej rozwój i uległ „opolaczeniu”. W końcowym okresie służby pozwalał sobie na rozpamiętywanie krzywd doznanych w Związku Radzieckim i popadł w konflikt z marszałkiem Rokossowskim. 
Od 1945 do 1948 należał do Polskiej Partii Robotniczej, gdzie zasiadał w Komitecie Centralnym. Potem należał do Polskiej Zjednoczonej Partii Robotniczej, której Komitetu Centralnego był członkiem od 12 grudnia 1948 do 17 marca 1954. Był również członkiem Wszechzwiązkowej Komunistycznej Partii (bolszewików) od 1930.
Poseł na Sejm PRL I kadencji (z okręgu szczecińskiego) w latach 1952–1956.
W 1954 odwołany do ZSRR. Jedną z przyczyn była ciężka choroba. Po przejściu w stan spoczynku mieszkał w Moskwie, gdzie zmarł i został pochowany 21 października 1966 na cmentarzu Nowodziewiczym. W pogrzebie wzięła udział delegacja PRL z ministrem obrony narodowej marszałkiem Polski Marianem Spychalskim, szefem Sztabu Generalnego WP gen. dyw. Wojciechem Jaruzelskim, szefem GZP WP gen. dyw. Józefem Urbanowiczem, ambasadorem PRL Edmundem Pszczółkowskim oraz attaché wojskowym PRL gen. dyw. Eugeniuszem Kuszko. Obecni byli gen. armii w st. spocz. Stanisław Popławski oraz gen. dyw. w st. spocz. Wsiewołod Strażewski. Przemówienie pożegnalne wygłosił gen. Wojciech Jaruzelski.
Od 1978 był patronem 2 Brygady Łączności.

## Życie prywatne
Od 1930 żonaty z Heleną Korniewoj. Małżeństwo miało syna.

## Ordery i odznaczenia
- Krzyż Kawalerski Orderu Wojennego Virtuti Militari (11 maja 1945)[12][13]
- Order Krzyża Grunwaldu II klasy (6 września 1946)[14]
- Medal za Warszawę 1939–1945 (1946)[15]
- Krzyż Komandorski z Gwiazdą Order Odrodzenia Polski
- Medal za Odrę, Nysę, Bałtyk
- Medal Zwycięstwa i Wolności 1945
- Złota odznaka honorowa „Za Zasługi dla Warszawy” (1961)[16]
- Order Lenina (ZSRR, 21 lutego 1945)[17]
- Order Czerwonego Sztandaru (trzykrotnie, ZSRR)
- Order Suworowa I klasy (ZSRR, 9 sierpnia 1945)[18][19]
- Order Kutuzowa II klasy (ZSRR, 4 czerwca 1944)[20]
- Order Czerwonej Gwiazdy (ZSRR)
- Medal „Za zdobycie Berlina” (ZSRR)
- Medal „Za zwycięstwo nad Niemcami w Wielkiej Wojnie Ojczyźnianej 1941–1945” (ZSRR)
- Medal jubileuszowy „Dwudziestolecia zwycięstwa w Wielkiej Wojnie Ojczyźnianej 1941–1945” (ZSRR)
- Medal „Za wyzwolenie Warszawy” (ZSRR)
- Medal jubileuszowy „XX lat Robotniczo-Chłopskiej Armii Czerwonej” (ZSRR)
- Medal jubileuszowy „30 lat Armii Radzieckiej i Floty” (ZSRR)
- Medal jubileuszowy „40 lat Sił Zbrojnych ZSRR” (ZSRR)
- Gwiazda I klasy Czechosłowackiego Wojskowego Orderu Lwa Białego „Za zwycięstwo” (ZSRR, 1949)[21]
- Order Partyzanckiej Gwiazdy I stopnia (Jugosławia, 1946)[22]
- Order za Odwagę (Jugosławia, 1946)[23]